# Rejon michajłowski (obwód amurski)
Rejon michajłowski (ros. Михайловский район) – rejon we wschodniej Rosji, w obwodzie amurskim. Siedzibą administracyjną jest wieś (ros. село, trb. sieło) Pojarkowo.